# FC 조랴 루한스크
FC 조랴 루한스크(우크라이나어: ФК «Зоря» Луганськ)는 1923년에 창단한 우크라이나의 축구 클럽으로 루한스크를 연고지로 한다.
그러나 돈바스 전쟁으로 인해 2014년 이후 자포리자에 있는 슬라부티치 아레나에서 홈 경기를 치르고 있다.

## 선수 명단

### 현역
참고: FIFA 자격 규정에 따라 소속된 국가대표팀 국기를 표시합니다. 선수는 복수의 FIFA 비회원국 국적을 가지고 있을 수 있습니다.
| 번호 | 포지션 | 국적       | 이름                |
| ---- | ------ | ---------- | ------------------- |
| 21   | MF     | 크로아티아 | 야코브 바시치       |
| 25   | DF     | 나이지리아 | 크리스토퍼 은와에제 |
| 32   | DF     | 슬로베니아 | 잔 트론텔리         |

| 번호 | 포지션 | 국적 | 이름 |
| ---- | ------ | ---- | ---- |

## 역대 감독
| 감독                | 임기        |
| ------------------- | ----------- |
| 콘스탄틴 베스코프   | 1964 ~ 1965 |
| 빅토르 스크리프니크 | 2019 ~      |